# Cyclocopter

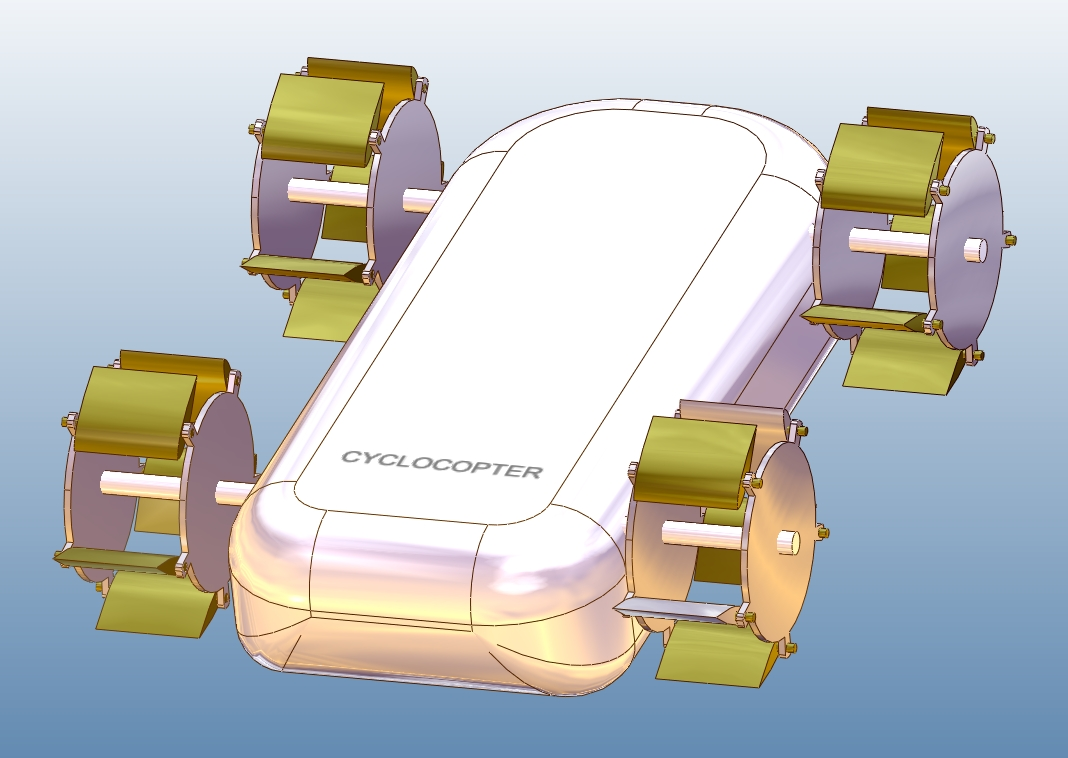
Modernes Cyclocopterkonzept

Der Cyclocopter oder Cyclogyro ist eine (bisher experimentelle) Flugzeugkonfiguration, die Propeller nach dem Vorbild des Voith-Schneider-Propellers (VSP) (mit horizontalen Rotationsachsen) verwendet, um Auftrieb und/oder Vortrieb zu erzeugen. Bei modernen Konzepten kommen vier Propeller zum Einsatz. Richtungsänderungen des Vortriebs werden realisiert, indem die einzelnen Propeller unterschiedlich angesteuert werden oder aber das Fluggerät mit einem (oder mehreren) Zusatz-VSP versehen wird. Die nachfolgend beschriebenen Eigenschaften ermöglichen mannigfaltige Konstruktionsvarianten.
An entsprechenden Fluggeräten wird bereits seit Beginn des 20. Jahrhunderts gearbeitet, ohne dass das Experimentalstadium verlassen werden konnte. Derzeit werden jedoch von verschiedenen Firmen die Entwicklungsarbeiten forciert. Dabei liegen die Schwerpunkte einerseits auf der Entwicklung von Drohnen und andererseits auf der Realisierung von Fluggeräten zur Lasten- und Personenbeförderung. Auch für die Planetenerkundung werden verschiedene Cyclocopter-Typen in Erwägung gezogen.
Im Gegensatz zu Cyclocoptern sind bei Multicoptern die Rotationsachsen der Rotoren senkrecht angeordnet. Der Anstellwinkel der Rotorblätter muss während jeder Rotorumdrehung nicht zyklisch verstellt werden. Dies ist ein Vorteil von Multicoptern im Vergleich zu Cyclocoptern.
Im Prinzip ist der Cyclocopter in der Lage, senkrecht zu starten und zu landen und wie ein Hubschrauber zu schweben, weist aber gegenüber diesem (theoretisch) bessere Eigenschaften auf. In Kombination mit Starrflügeln und/oder „normalen“ Flugzeugpropellern ergeben sich ggf. flugtechnische Vorteile.
Ein Nachteil des Konzepts besteht darin, dass bei Ausfall des Propellerantriebs keine Notlandemöglichkeit besteht. Beim Hubschrauber und beim Tragschrauber ist das die Autorotation des Propellers und beim Starrflügelflugzeug der Übergang in den Gleitflug. Die Verwendbarkeit des Cyclocopters für die Personenbeförderung ist deshalb risikobehaftet.
Ein Cyclocopter kann prinzipiell ausschließlich mit Voith-Schneider-Propellern oder aber mit VSP in Kombination mit Flettnerrotoren realisiert werden.

## Funktionsprinzip

### Antrieb mit Voith-Schneider-Propeller

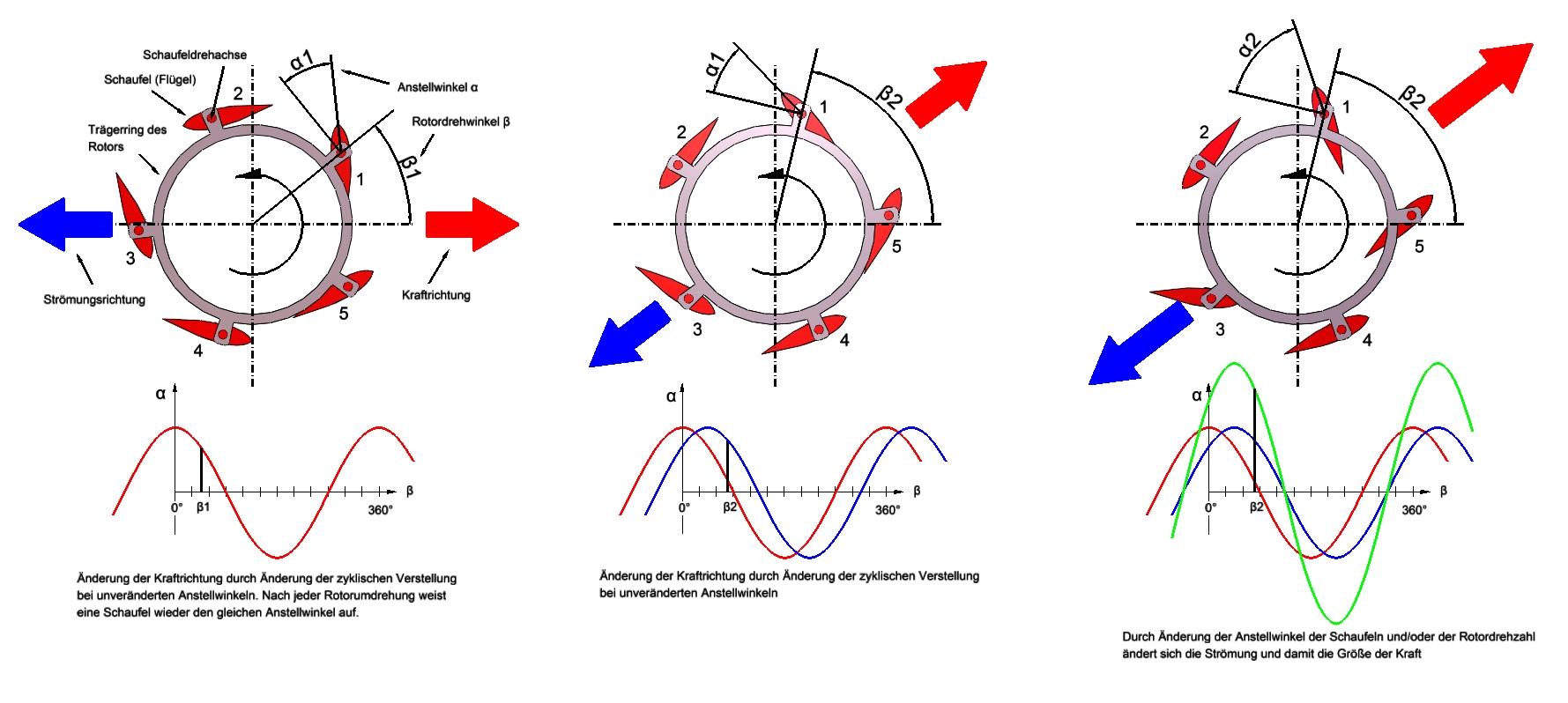
Verstellung eines Voith-Schneider-Propellers
Eine mögliche Variante für die Rotorverstellung (Prinzip)
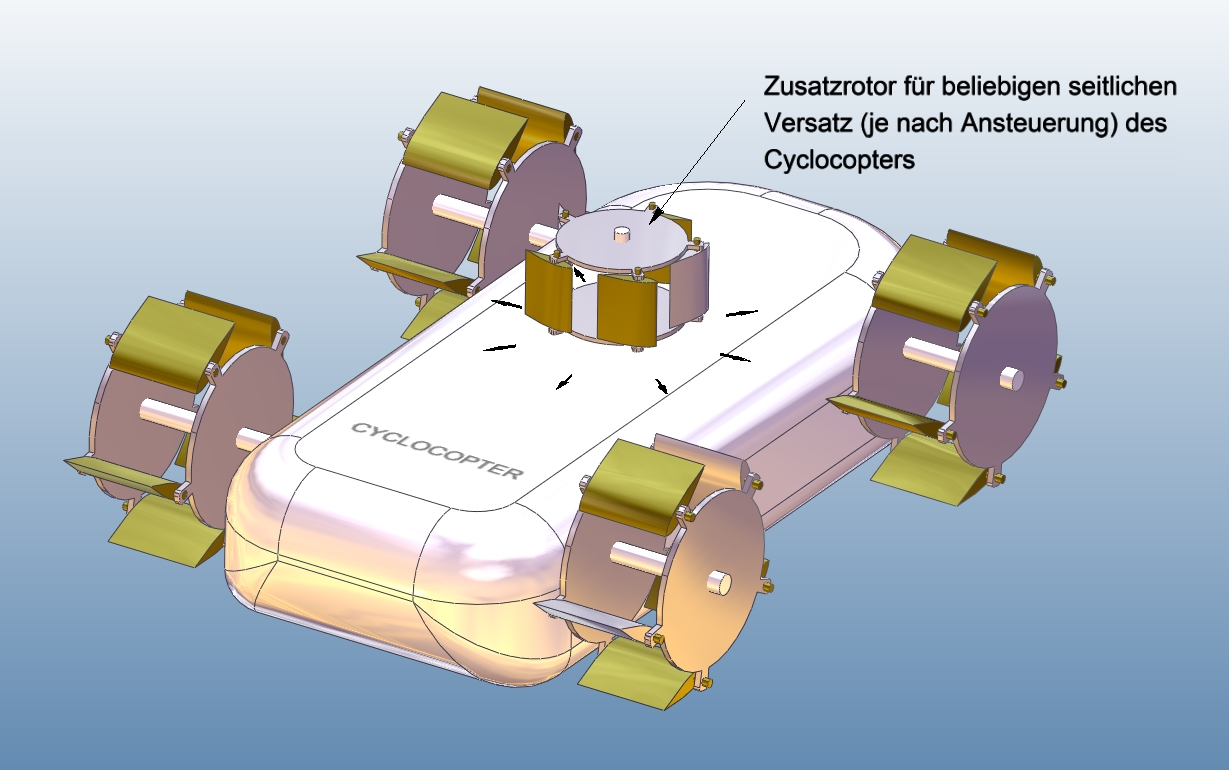
Cyclocopter mit Zusatzrotor

Der Antrieb bzw. Auftrieb eines Cyclocopters erfolgt mit Voith-Schneider-Propellern. Das sind Schaufelräder (Flügelräder), deren Schaufeln bei Rotation zyklisch verstellt werden können (daher Cyclocopter). Die zyklische Verstellung bedeutet, dass jedes Schaufelblatt bei Rotation des VSP in Abhängigkeit vom Drehwinkel einen sich verändernden Anstellwinkel aufweist. Nach einer Rotorumdrehung wiederholt sich diese variable Verstellung periodisch (siehe Bild).
Es wird auf diese Weise ein Luftstrom erzeugt, der auf den Rotor und damit auf das Luftfahrzeug eine Kraft ausübt, die je nach zyklischer Verstellung zum Auftrieb und/oder Vortrieb genutzt werden kann.
Die Amplituden der Schaufel-Anstellwinkel und damit die Kraftwirkung sind während des Betriebs veränderbar. Auch durch Drehzahlvariation des Rotors (Motorleistung) kann die Kraft auf das Fluggerät geändert werden. Beide Maßnahmen führen zu einem verstärkten bzw. abgeschwächten Luftstrom (Änderung der wirkenden Kraft und damit des Auf- bzw. Vortriebs). Außerdem ist es möglich, die periodische Verstellung der Schaufeln in Abhängigkeit vom Drehwinkel des Propellers so zu steuern, dass sich die Strömungsrichtung und damit die Kraftrichtung ändert (bezogen auf eine vertikale Ebene durch die Längsachse des Fahrzeugs). Das ist z. B. beim Übergang vom Senkrechtstart in den Horizontalflug der Fall. In der Fachsprache wird das als Schubvektorsteuerung bezeichnet.
Richtungsänderungen oder Drehungen des Luftfahrzeugs um seine senkrechte Achse (Gierachse) sind möglich, indem die einzelnen Rotoren mit unterschiedlicher zyklischer Verstellung und/oder verschiedenen Motorleistung betrieben werden. Gleiches gilt für Drehungen bzw. Richtungsänderungen um die horizontale Achse (Nickachse) und die Längsachse (Rollachse). Diese und weitere Flugmanöver können aber auch durch zusätzliche Steuerungsrotoren realisiert werden. Beispielsweise ermöglicht ein Zusatzrotor mit senkrechter Drehachse den seitlichen Versatz des Fahrzeugs in beliebiger Richtung.
Die Schaufelverstellung kann mechanisch oder aber mit geeigneten Stellmotoren erfolgen. Das ist Gegenstand der derzeitigen Entwicklungsarbeiten, da die bei Wasserfahrzeugen angewendete Methode der VSP-Verstellung wahrscheinlich für einen Cyclocopter nicht geeignet ist.
Je kleiner der Rotordurchmesser ist, desto höher muss seine Drehzahl sein, um die notwendige Kraft für den Auftrieb bzw. Vortrieb aufzubringen, Die Beherrschung von Propellerunwuchten bei hohen Drehzahlen ist eines der Probleme, die bei der Entwicklung eines derartigen (serienreifen) Luftfahrzeugs zu lösen sind.

### Kombination mit Flettner-Rotoren oder Starrflügeln

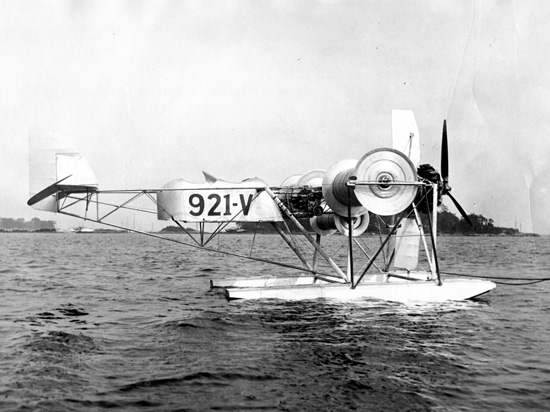
Flettnerflugzeug
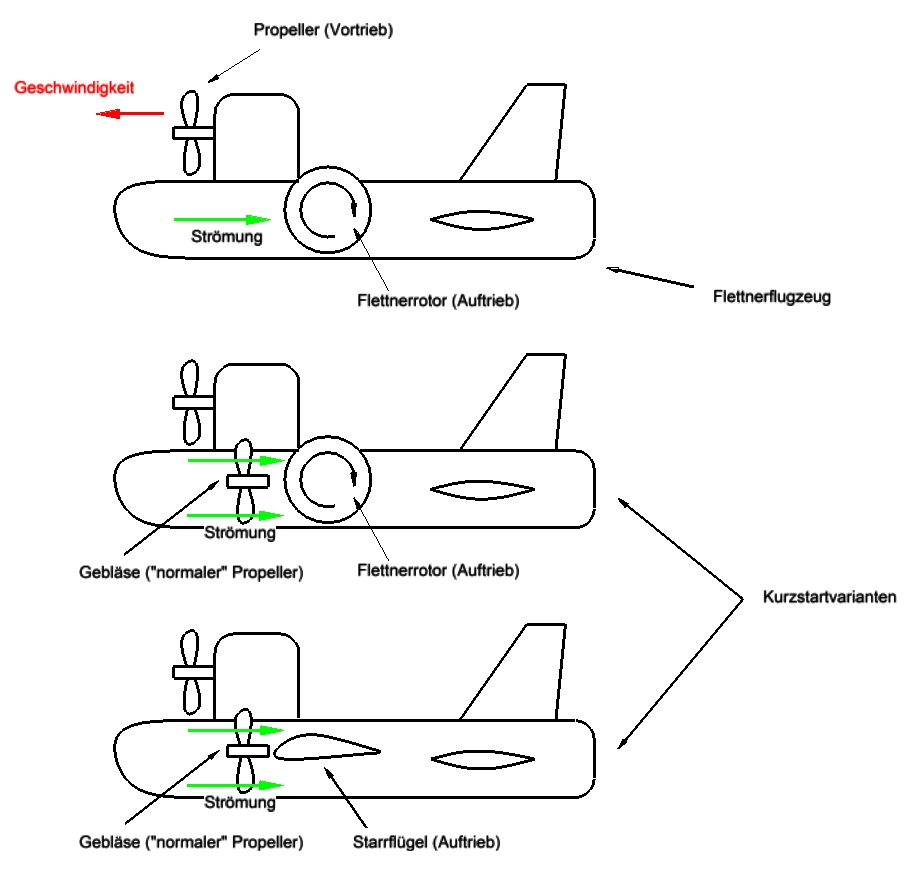
Prinzip kurzstartfähiger Flugzeuge mit Flettnerrotoren oder Starrflügeln
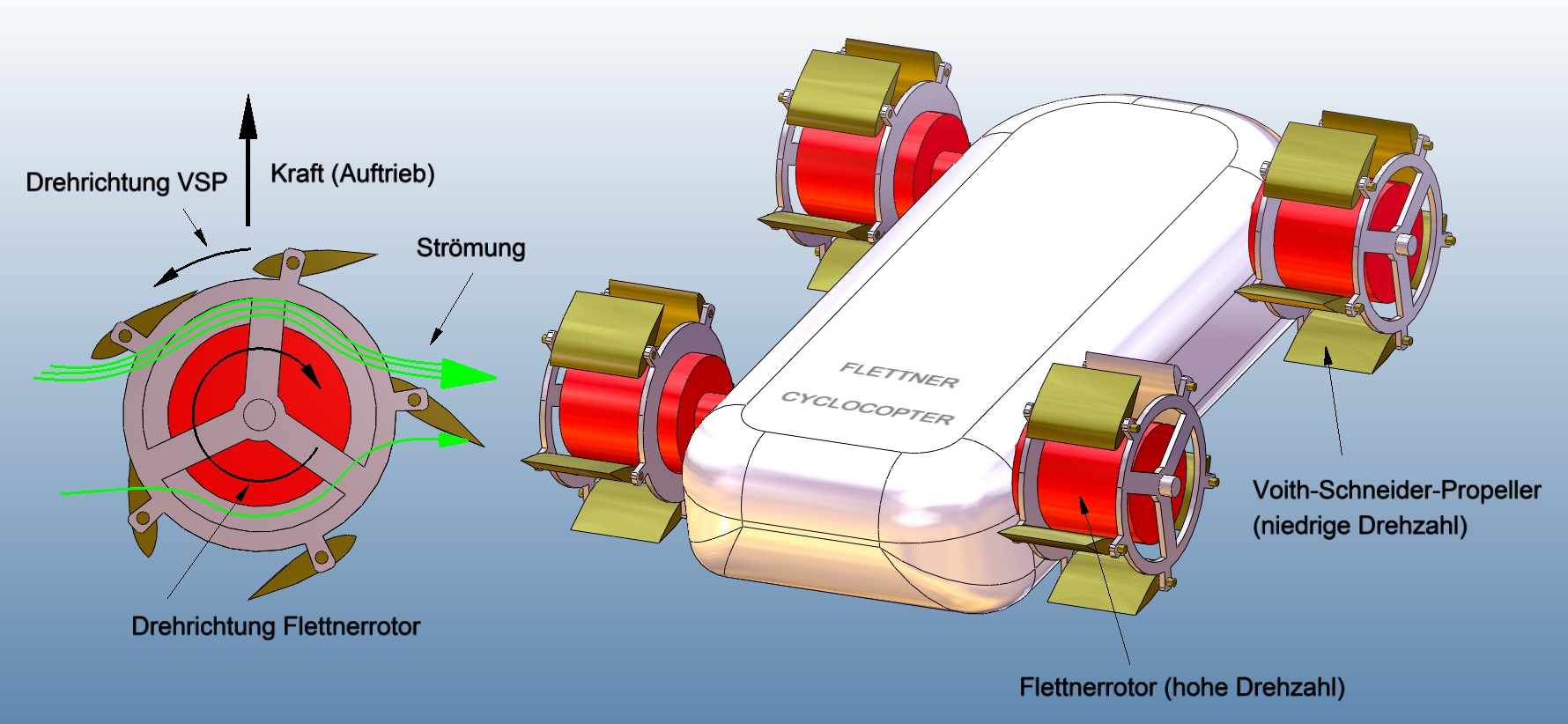
Cyclocopter mit Flettnerrotoren
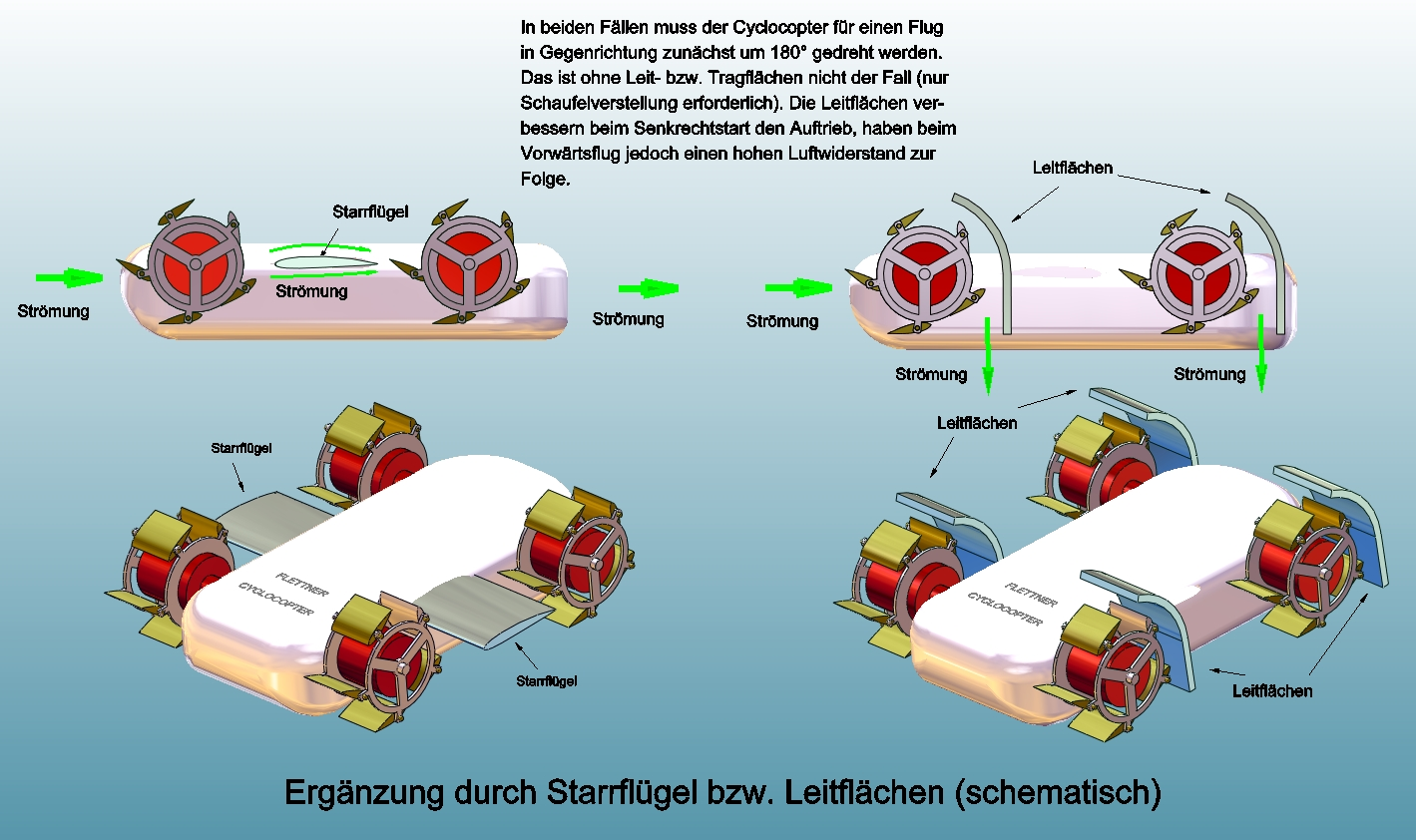
Kombination mit Starrflügeln bzw. Leitflächen (schematisch)

Die Tragflächen eines Flugzeugs können prinzipiell durch (rotierende) Flettnerrotoren ersetzt werden, wobei der Auftrieb durch den Magnuseffekt erzeugt wird. Beim Start bzw. Flug werden die Rotoren auf Grund der Geschwindigkeit des propellergetriebenen Flugzeugs von der Luft horizontal von vorne angeströmt, so dass auf die Rotoren und damit auf das Flugzeug eine senkrecht nach oben gerichtete Kraft wirkt.
Um ein nahezu senkrecht startendes Luftfahrzeug zu realisieren, besteht auch die Möglichkeit, durch ein Gebläse Flettnerrotoren horizontal anzuströmen und so für den erforderlichen Auftrieb zu sorgen. Das Fluggerät steigt also, ohne dass es eine Vorwärtsbewegung ausführen muss. Allerdings erzeugt das Gebläse eine horizontale Kraftkomponente, so dass sich auch eine, jedoch geringe Vorwärtsbewegung einstellt (bei entsprechender Auslegung der Flettnerrotoren und des Gebläses). Ein solches Luftfahrzeug ist somit kurzstartfähig.
Als Gebläse können Voith-Schneider-Propeller verwendet werden. Diese haben den Vorteil, dass die Richtung der auf die Flettnerrotoren wirkenden Strömung geändert werden kann, so dass die beim Start senkrecht nach oben wirkende Kraft auf das Fluggerät während des Fluges in beliebiger Weise (Richtungs- und Größenänderung) variierbar ist (beispielsweise beim Übergang vom Steigflug in den Horizontalflug). Solche Luftfahrzeuge können somit auch als Cyclocopter bezeichnet werden. Gegenüber Cyclocoptern ohne Flettnerrotoren können die Gebläse-VSP mit relativ geringen Drehzahlen betrieben werden, wodurch sich Rotor-Unwuchten nicht so stark auswirken. Dagegen können die Flettnerrotoren sehr hohe Drehzahlen aufweisen, da sie rotationssymmetrisch sind und somit zumindest prinzipiell keine Unwuchten vorhanden sind.
Im Hinblick auf die Flugsicherheit hat dieses Konzept Vorteile. Bei Ausfall des VSP-Antriebs oder des Flettnerrotorantriebs sinkt das Luftfahrzeug. Sofern die VSP ausgefallen sind, entsteht an den Flettnerrotoren eine nach oben gerichtete Strömung, wodurch das Fluggerät auch vorwärts getrieben wird. Die nun schräg von unten kommende Strömung erhöht den Auftrieb und vermindert somit die Sinkgeschwindigkeit. Vergleichbar ist das mit dem Gleitflug eines Starrflügel-Flugzeugs. Bei Ausfall der Flettnerrotoren können die VSP so eingestellt werden, dass sie eine nach oben gerichtete Kraft erzeugen und so die Sinkgeschwindigkeit vermindern.
VSP-Gebläse können auch Starrflügel anströmen und so die Kurzstartfähigkeit eines Flugzeugs verbessern, wobei sie ggf. auch für den Vortrieb zuständig sind.

## Versuchsanwendungen

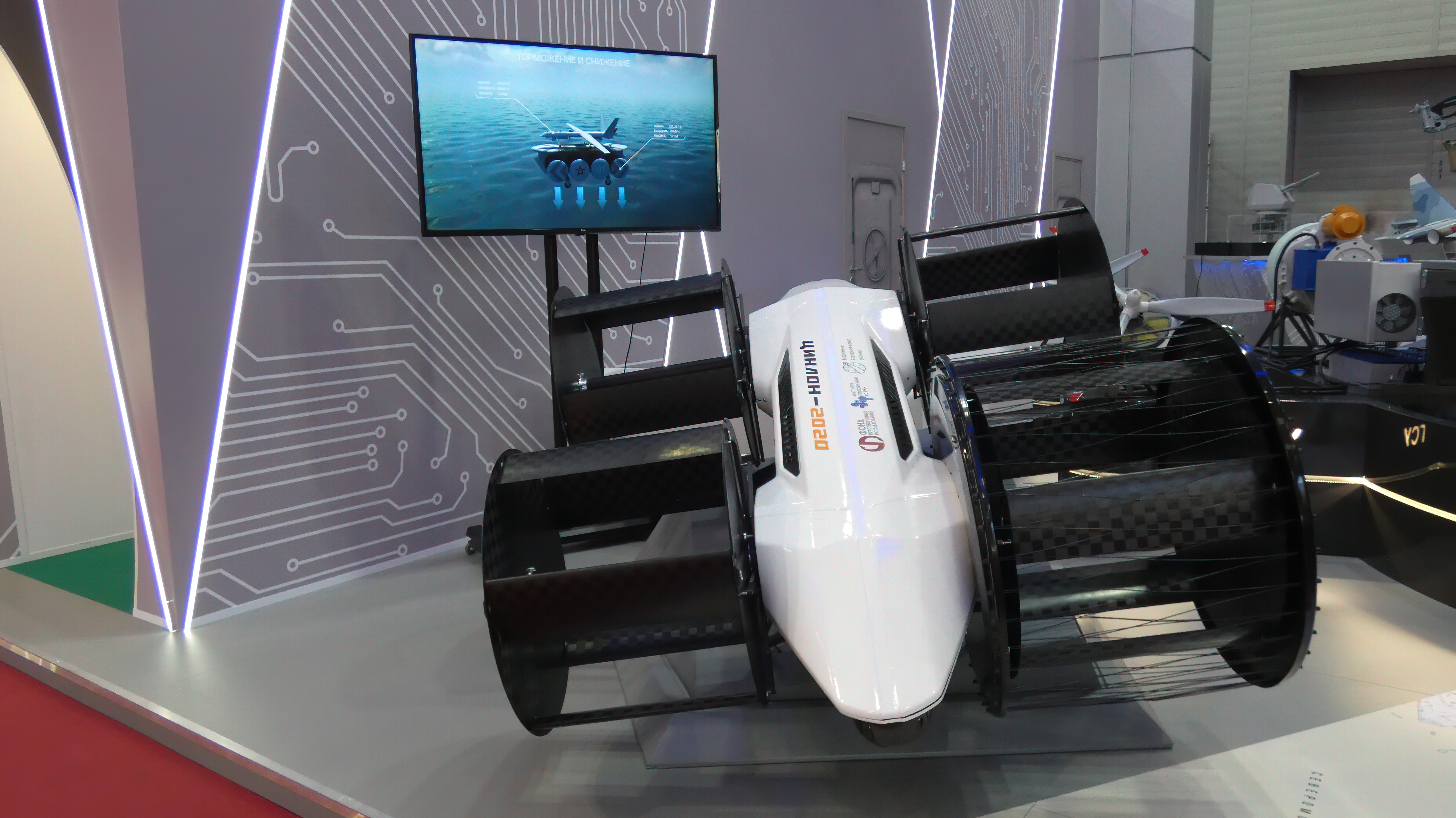
Russischer Versuchsträger in einer Ausstellung 2021

Das beschriebene Antriebsprinzip mit Voith-Schneider-Propellern wurde mit Stand 2021 bei zwei Versuchsanwendungen umgesetzt. Die russische „Stiftung für fortgeschrittene Forschungsprojekte“ (russisch Фонд перспективных исследований) stellte 2020 einen 60 kg schweren Versuchsträger vor, aus dem ein sechssitziges eVTOL-Flugzeug entwickelt werden soll. Das Unternehmen CycloTech zeigte 2021 eine 83 kg schwere erste Versuchsmaschine im gefesselten Flug in einer Halle (4 Rotoren mit einer Spannweite von 420 mm und einem Durchmesser von 350 mm; Drehzahl 3100 Umdrehungen pro Minute; Rotormasse 10,5 kg; Auftriebskraft pro Rotor 253N). Auch dieser Technologieträger soll zu einem eVTOL-Flugzeug weiter entwickelt werden.